# Arabische Rugby-Union-Mannschaft
Die arabische Rugby-Union-Mannschaft repräsentierte die Arabische Halbinsel in der Rugby Union. An der Zusammensetzung der Mannschaft beteiligen sich Bahrain, Kuwait, Oman, Katar, Saudi-Arabien und die Vereinigten Arabischen Emirate. Das Team existierte von 1993 bis 2010 und war vom International Rugby Board (IRB) als Nationalmannschaft der dritten Kategorie eingestuft.

## Geschichte
Das erste internationale Spiel des Länderzusammenschlusses fand am 3. Juli 1993 gegen Namibia statt. Man verlor mit 20:64, ebenso unterlag man in derselben Woche den Auswahlen Simbabwes und Kenias. Der erste Sieg gelang im vierten Länderspiel, welches 1997 ausgetragen wurde. Botswana wurde deutlich mit 53:13 besiegt.
In den Jahren 2003 und 2007 nahm das Team an der Qualifikation zu den Rugby-Union-Weltmeisterschaften teil. Dort scheiterte es jeweils in den Qualifikationsrunden. Ab 2008 nahm die Auswahl an den Rugby-Union-Asienmeisterschaft teil. Sie wurde 2010 aufgelöst, als die Vereinigten Arabischen Emirate eine eigene Nationalmannschaft ins Leben riefen.

## Teilnahmen an Weltmeisterschaften
- 1987 nicht teilgenommen
- 1991 nicht teilgenommen
- 1995 nicht teilgenommen
- 1999 nicht teilgenommen
- 2003 1. Qualifikationsrunde
- 2007 2. Qualifikationsrunde